# Zekelita squamilinea
Zekelita squamilinea är en fjärilsart som beskrevs av Felder. Zekelita squamilinea ingår i släktet Zekelita och familjen nattflyn. Inga underarter finns listade i Catalogue of Life.